# Metajornalismo
Metajornalismo é uma especialização do jornalismo que aborda como assunto de suas matérias o próprio trabalho jornalístico.

## Definição
O metajornalismo é uma forma de jornalismo que não se baseia diretamente nas fontes de informação, mas nas notícias, nas opiniões e no trabalho realizado pela imprensa em geral. O metajornalismo é praticado por entidades como o Observatório da Imprensa e consiste na análise crítica do trabalho realizado pelos meios de comunicação. Esta forma de intervenção na sociedade permite aprofundar, corrigir, discutir, expor e criticar as notícias e as ideias que vão sendo produzidas pela imprensa.
Politicamente, o metajornalismo funciona como um contrapoder aos impérios midiáticos que estão cada vez mais concentrados nas mãos de uns poucos grandes grupos econômicos. Através da comparação de notícias sobre o mesmo acontecimento produzidas por vários órgãos de comunicação e destas com fatos conhecidos o metajornalismo procura expor contradições, interesses e parcialidades.